# Голенюв
Голе́нюв (пол. Goleniów, нем. Gollnow (до 1945)) — город в северо-западной Польше, около Щецинa, на реке Ина. Население — 22,9 тыс. жителей, в городе расположен аэродром Щецина и железнодорожная станция.

## История
Город был основан князем Барнимом I Добрым в 1268 году, управлялся согласно магдебургскому городскому праву. Главным занятием жителей города была торговля, река Ина была важным торговым путём. После Тридцатилетней войны перешёл во власть Швеции, a потом Бранденбургa. C 1945 — в составе Польши.

## Достопримечательности
Памятники: церковь св. Екатерины, Волинские ворота, городские стены, церковь св. Ежи и другие.

## Города-побратимы
- Берген-на-Рюгене, Германия
- Грайфсвальд, Германия
- Гурьевск, Россия
- Мёльн, Германия
- Опмер, Нидерланды
- Пыжице, Польша
- Сведала[вд], Швеция

## Галерея

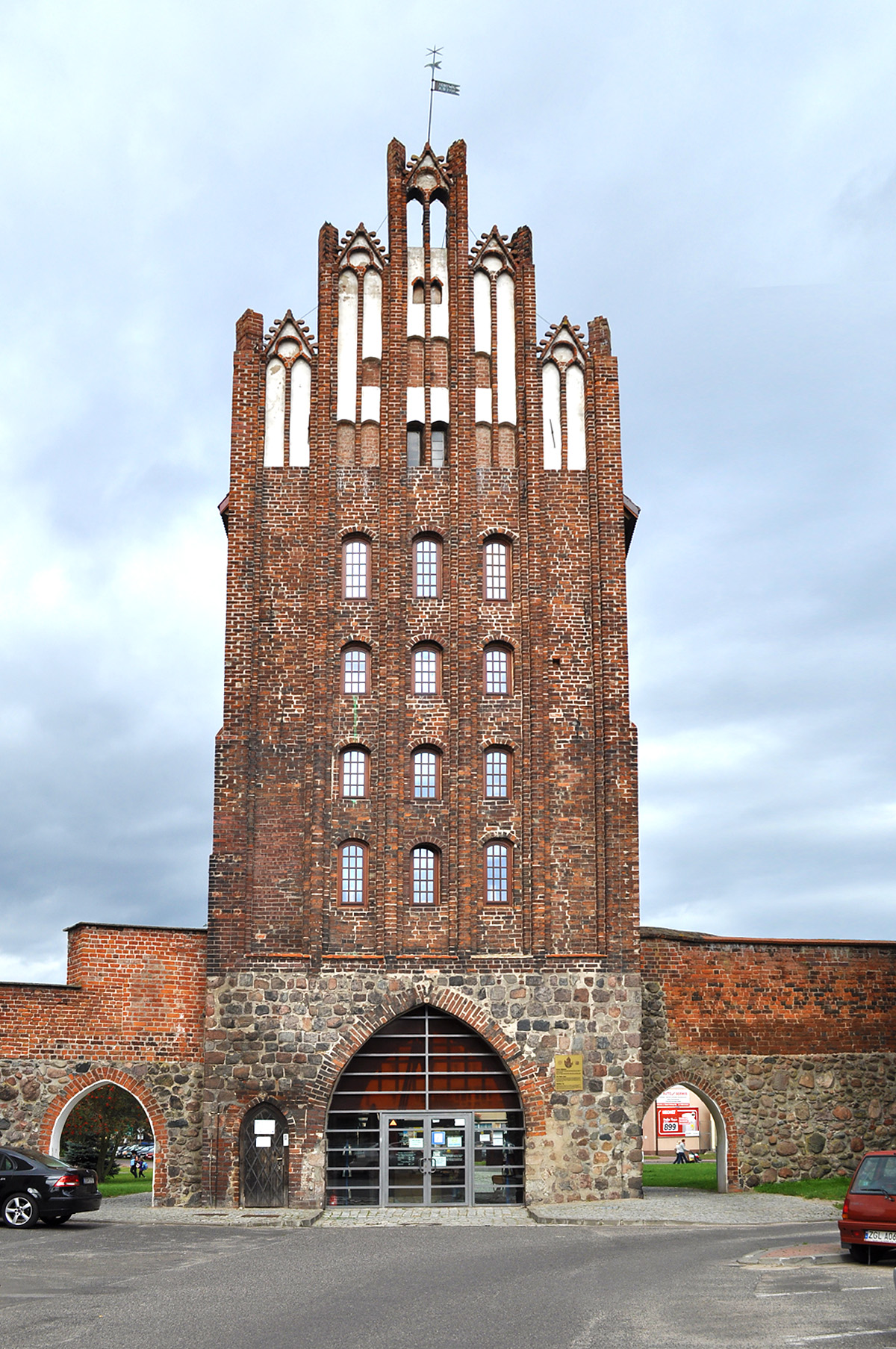
Волинские ворота в Голенёве
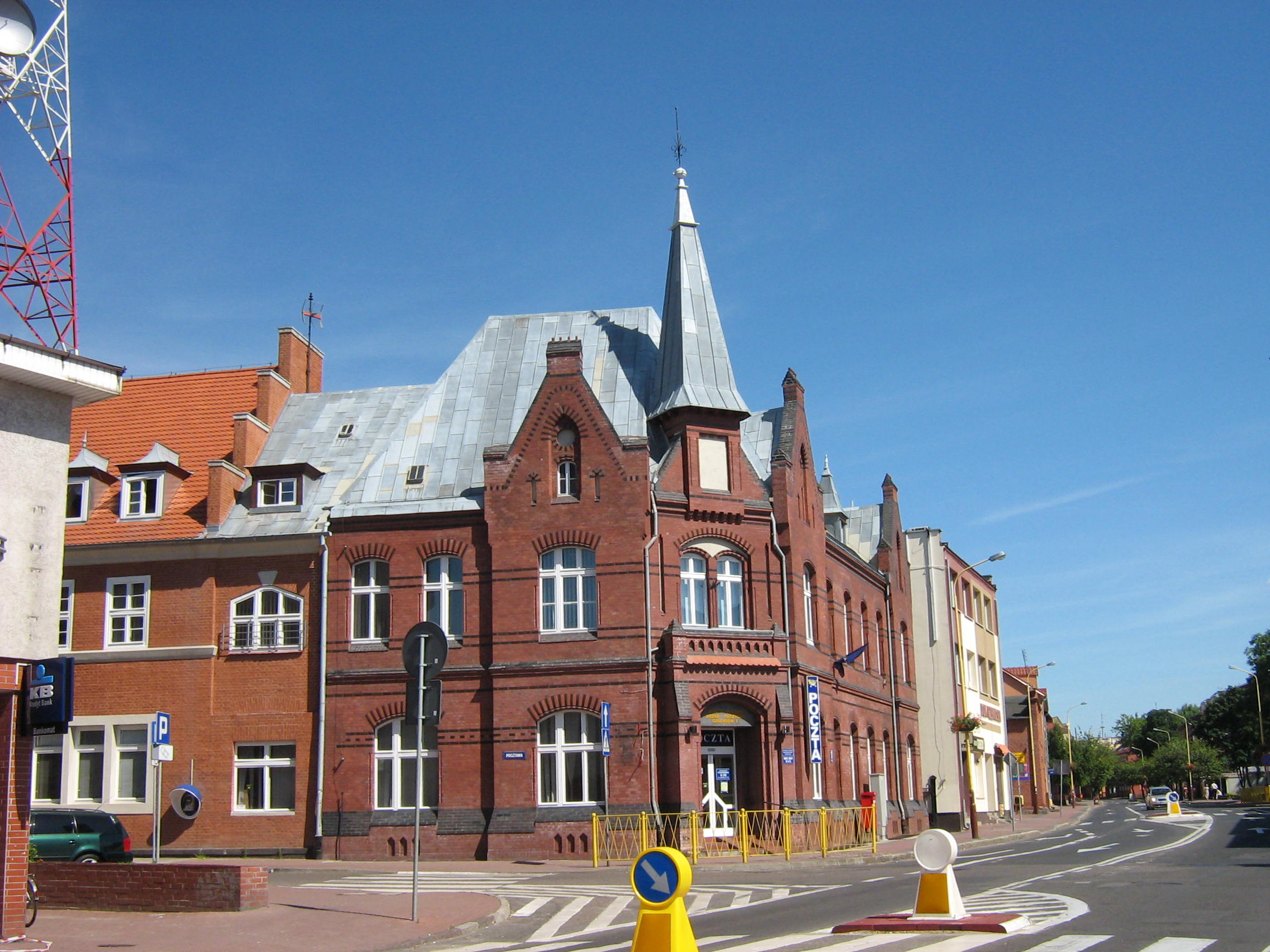
Городская почта
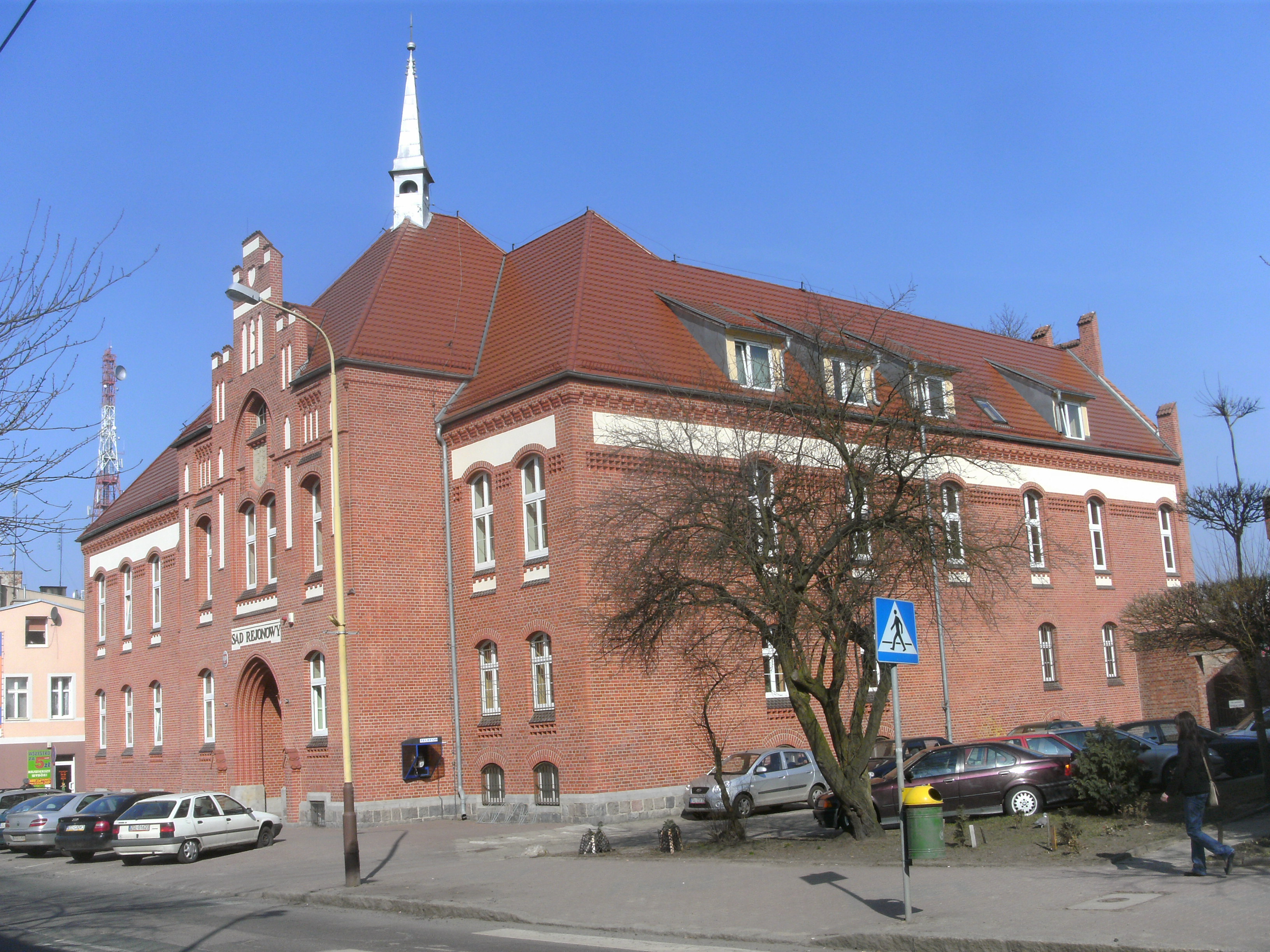
Ратуша
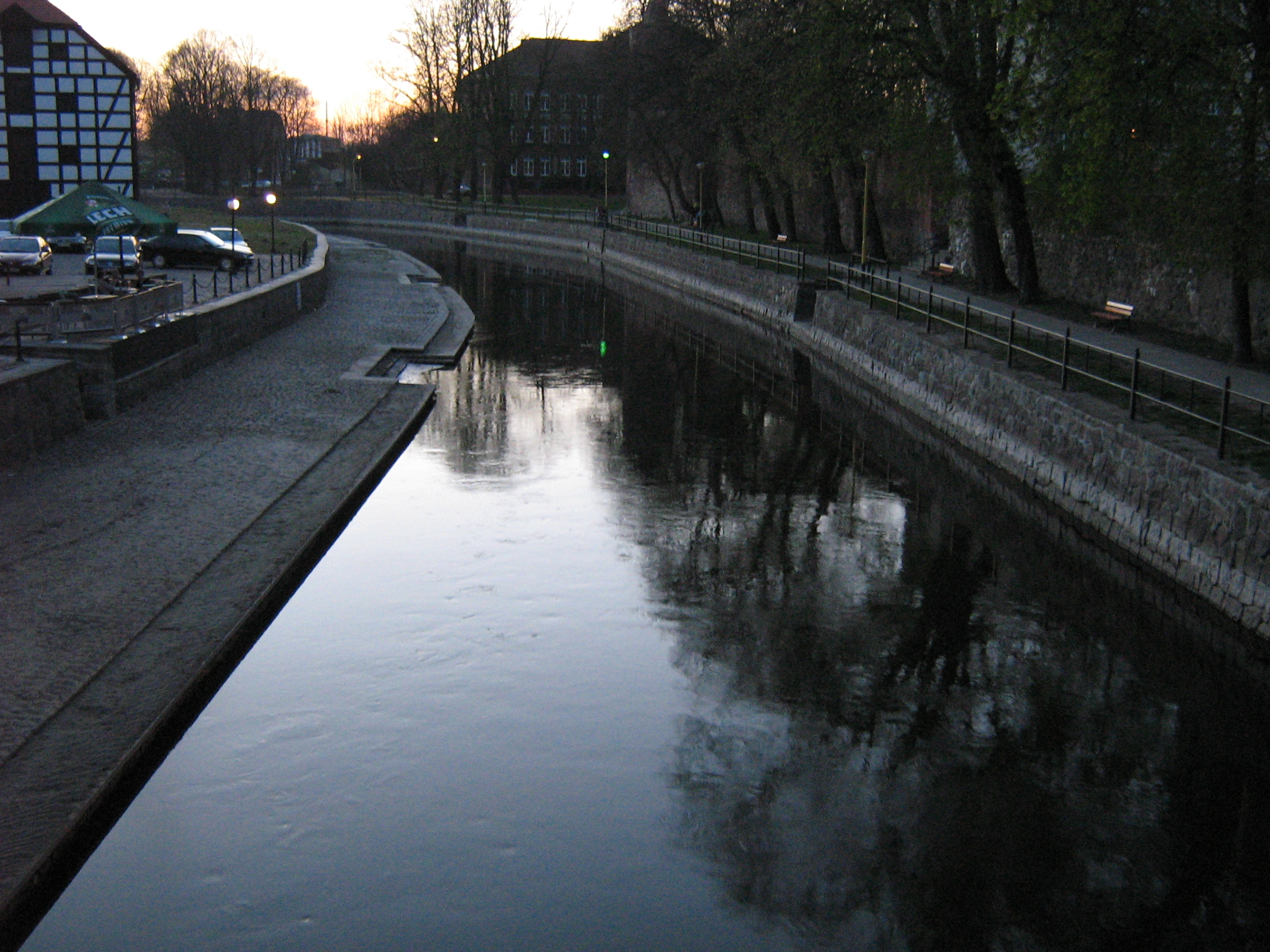
Река Ина
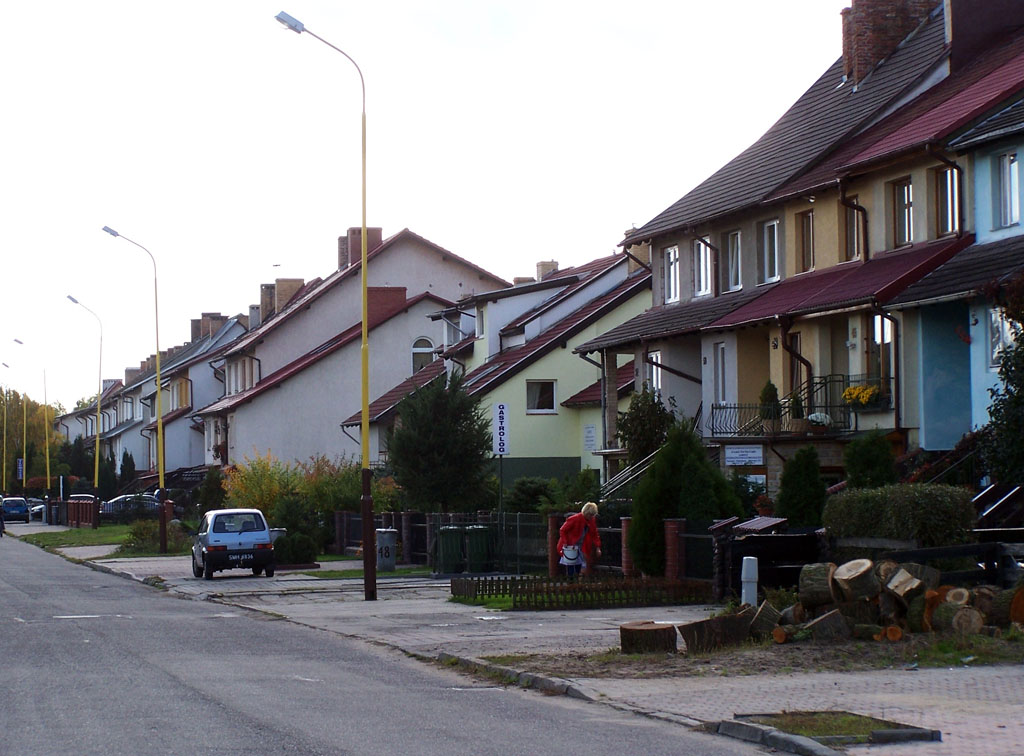
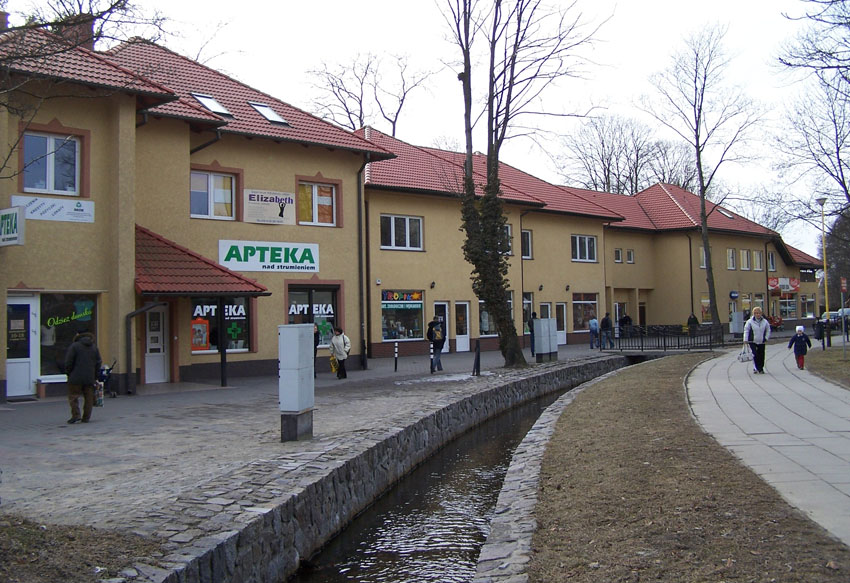
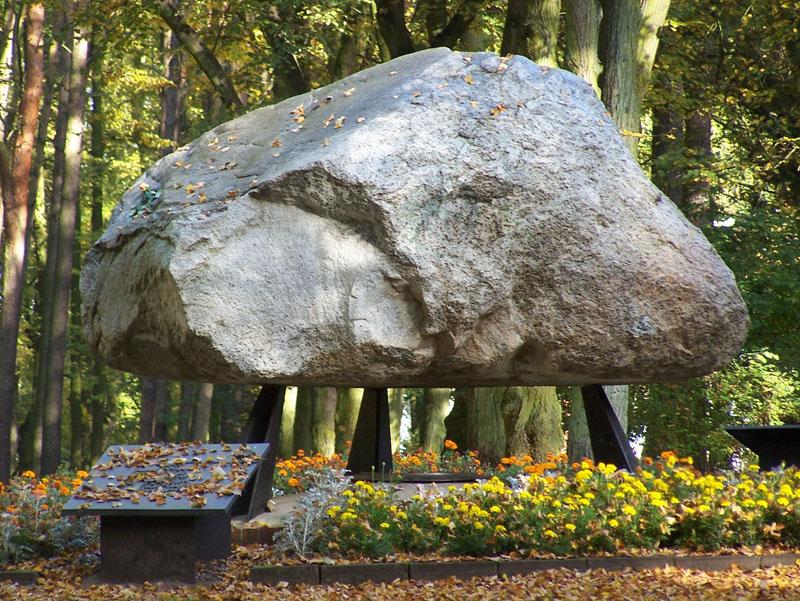
Камень в парке